# Аютаський сільський округ
Аюта́ський сільський округ (каз. Аютас ауылдық округі, рос. Афанасьевский сельский округ) — адміністративна одиниця у складі району Шал-акина Північноказахстанської області Казахстану. Адміністративний центр — село Каратал.
Населення — 1687 осіб (2021; 2276 у 2009, 3110 у 1999, 3804 у 1989).
Станом на 1989 рік існували Мар'євська сільська рада (села Аканбарак, Чапаєвське) та Теренсайська сільська рада (села Каратал, Коктерек, Леніно). 2013 року село Мерген (колишнє Чапаєвське) передано до складу Городецького сільського округу.

## Склад
До складу округу входять такі населені пункти:
| Населений пункт       | Старі назви    | Населення, осіб (1989) | Населення, осіб (1999) | Населення, осіб (2009) | Населення, осіб (2021) |
| --------------------- | -------------- | ---------------------- | ---------------------- | ---------------------- | ---------------------- |
| Аканбарак, село       | -              | 1463                   | 1071                   | 824                    | 688                    |
| Искака Ибираєва, село | Леніно, Бастау | 1385                   | 1109                   | 711                    | 463                    |
| Каратал, село         | -              | 735                    | 701                    | 573                    | 465                    |
| Коктерек, село        | Теренсай       | 221                    | 229                    | 168                    | 71                     |